# Kabwe

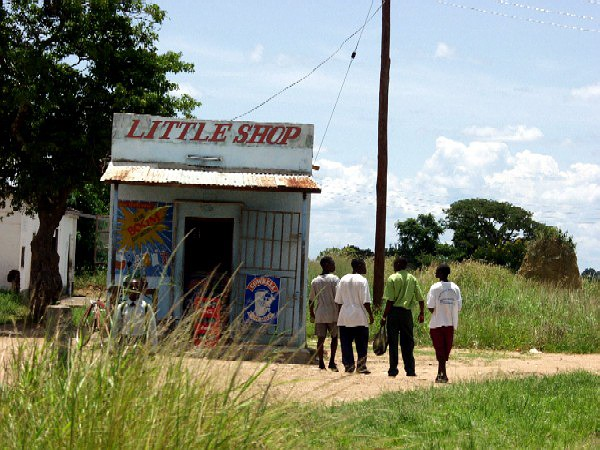
Geschäft in einem Vorort von Kabwe

Kabwe (bis 1964 Broken Hill) ist die Hauptstadt der Zentralprovinz der Republik Sambia und ist mit 288.598 Einwohnern (2022), ihre viertgrößte Stadt. Kabwe liegt etwa 1190 Meter über dem Meeresspiegel und 130 Kilometer nördlich von Lusaka. Sie ist Hauptstadt des gleichnamigen Distrikts.

## Geschichte
Kabwe liegt auf einer Vererzungszone mit einem Bleigehalt von 20 %. Kabwe entstand 1902 und wuchs in den 1930er Jahren um den neubegründeten lokalen Zechen- und Hüttenbetrieb für Blei und Zink, aber auch Cadmium, Mangan und Vanadium, herum. Dieser Bergbaustandort existierte bereits vor der Eisenbahnanbindung. Ein weiterer Stadtteil entstand durch die Hauptverwaltung der nordrhodesischen Eisenbahn. Daraus ergab sich eine Zwillingsstadt für die öffentlichen Verwaltungen.
Bis 1964 hieß die Stadt Broken Hill nach der vergleichbaren Erzfundstätte in Australien. Gefördert wurde bis 1994. Es gab dabei keine Umweltauflagen. Die Minengesellschaft Zambia Consolidated Copper Mines wurde inzwischen privatisiert und verließ die Stadt. Die Bleierzverhüttung hinterließ eine beachtliche Boden- und Wasserverseuchung.
1985 fand hier die Kabwe-Konferenz des südafrikanischen African National Congress statt.
Im Jahr 2011 wurde durch Papst Benedikt XVI. in Kabwe das römisch-katholische Bistum Kabwe errichtet.

## Demografie
| Jahr      | 1963   | 1969   | 1974   | 1990    | 2000    | 2010    | 2022    |
| --------- | ------ | ------ | ------ | ------- | ------- | ------- | ------- |
| Einwohner | 39.500 | 66.000 | 98.000 | 154.318 | 176.758 | 202.360 | 288.598 |

## Umweltprobleme
In Kabwe als eine der großen Städte Sambias sind etwa 250.000 Menschen potentiell von der Verschmutzung der Umwelt durch Blei und Cadmium betroffen. Verursacher ist der Bergbau. Aufgrund dessen ist die Stadt seit 2006 auf der Liste der schmutzigsten Orte der Welt, die von der Umweltorganisation Blacksmith Institute veröffentlicht wird. Der Sanierungsprozess mit Unterstützung der Weltbank macht zwar Fortschritte, dennoch sind die Auswirkungen immer noch aktuell.
Auf den alten Bergbauhalden werden Restgehalte der Erze noch illegal extrahiert. Bei Kindern in Kabwe wurden Bleigehalte zwischen 60 und 120 μg/dl festgestellt. Der Rekord liegt bei 300 μg/dl.

## Infrastruktur
Kabwe ist Sitz der Hauptverwaltung der Zambia Railways und liegt an der Eisenbahnstrecke Lusaka–Kitwe. Auch mit Asphaltstraßen ist die Stadt gut erschlossen. Sie liegt an der Fernstraße Great North Road (T 2), die ein Teilstück des Tansania und Sambia verbindenden Tanzam Highway ist.
Kabwe ist auch Sitz des Hochsicherheitsgefängnisses von Sambia. In der Stadt selbst gibt es Hotels, Krankenhäuser, Haupt- und Sekundarschulen, Elektrizität, Trinkwasser und eine Abwasserentsorgung.

## Politik
Kabwe gilt als Wiege der sambischen Demokratie, da hier die UNIP gegründet wurde, die treibende Kraft in der Unabhängigkeitsbestrebung vom Vereinigten Königreich.

## Umgebung
Im nahen Mulungushi befindet sich eine Talsperre, die Bergwerk und Stadt mit Strom versorgt. Im Westen der Stadt dehnen sich die Lukangasümpfe aus. Hier wurde der frühmenschliche „Broken Hill Skull“ (Homo rhodesiensis) gefunden.

## Söhne und Töchter
- Mubabinge Bilolo (* 1953), Philosoph und Ägyptologe
- Bwalya Stanley Kasonde Chiti (* 1954), Diplomat und Politiker
- Paul Lungu (1946–1998), Jesuit, katholischer Bischof von Monze
- Emmanuel Mayuka (* 1990), Fußballspieler
- Wilbur A. Smith (1933–2021), südafrikanischer Schriftsteller